# Nippon Professional Baseball 2006
La stagione 2006 della Nippon Professional Baseball (NPB) è iniziata il 25 marzo ed è terminata il 26 ottobre 2006.
Le Japan Series sono state vinte per la seconda volta nella loro storia dagli Hokkaido Nippon-Ham Fighters, che si sono imposti sui Chunichi Dragons per 4 partite a 1.

## Regular season

### Central League
| Squadra               | Partite | Vittorie | Sconfitte | Pareggi | Perc. | GB   |
| --------------------- | ------- | -------- | --------- | ------- | ----- | ---- |
| Chunichi Dragons      | 146     | 87       | 54        | 5       | .617  | —    |
| Hanshin Tigers        | 146     | 84       | 58        | 4       | .592  | 3.5  |
| Tokyo Yakult Swallows | 146     | 70       | 73        | 3       | .490  | 18.0 |
| Yomiuri Giants        | 146     | 65       | 79        | 2       | .451  | 23.5 |
| Hiroshima Toyo Carp   | 146     | 62       | 79        | 5       | .440  | 25.0 |
| Yokohama BayStars     | 146     | 58       | 84        | 4       | .408  | 29.5 |

### Pacific League
| Squadra                      | Partite | Vittorie | Sconfitte | Pareggi | Perc. | GB   |
| ---------------------------- | ------- | -------- | --------- | ------- | ----- | ---- |
| Hokkaido Nippon-Ham Fighters | 136     | 82       | 54        | 0       | .603  | —    |
| Seibu Lions                  | 136     | 80       | 54        | 2       | .597  | 1.0  |
| Fukuoka SoftBank Hawks       | 136     | 75       | 56        | 5       | .573  | 4.5  |
| Chiba Lotte Marines          | 136     | 65       | 70        | 1       | .481  | 16.5 |
| Orix Buffaloes               | 136     | 52       | 81        | 3       | .391  | 28.5 |
| Tohoku Rakuten Golden Eagles | 136     | 47       | 85        | 4       | .356  | 33.0 |

|  | 1º della Central League e qualificato alle Japan Series                             |
|  | 1º della Pacific League e qualificato alle finali dei play-off della Pacific League |
|  | Qualificati al primo turno dei play-off della Pacific League                        |

## Post season
|  | Play-off Pacific League primo turno | Play-off Pacific League primo turno | Play-off Pacific League primo turno |                              |   | Play-off Pacific League secondo turno | Play-off Pacific League secondo turno | Play-off Pacific League secondo turno |  |  | Japan Series | Japan Series     | Japan Series |  |
|  |                                     |                                     |                                     |                              |   |                                       |                                       |                                       |  |  |              |                  |              |  |
|  |                                     |                                     |                                     |                              |   |                                       |                                       |                                       |  |  | C1           | Chunichi Dragons | 1            |  |
|  |                                     |                                     |                                     |                              |   |                                       |                                       |                                       |  |  | C1           | Chunichi Dragons | 1            |  |
|  |                                     |                                     |                                     | Hokkaido Nippon-Ham Fighters | 4 |                                       |                                       |                                       |  |  |              |                  |              |  |
|  |                                     |                                     |                                     | Hokkaido Nippon-Ham Fighters | 4 |                                       |                                       |                                       |  |  |              |                  |              |  |
|  |                                     |                                     |                                     |                              |   |                                       |                                       |                                       |  |  |              |                  |              |  |
|  |                                     |                                     |                                     |                              |   |                                       |                                       |                                       |  |  |              |                  |              |  |
|  |                                     | P1                                  | Hokkaido Nippon-Ham Fighters        | 2                            |   |                                       |                                       |                                       |  |  |              |                  |              |  |
|  |                                     |                                     |                                     | 2                            |   |                                       |                                       |                                       |  |  |              |                  |              |  |
|  |                                     |                                     |                                     | Fukuoka SoftBank Hawks       | 0 |                                       |                                       |                                       |  |  |              |                  |              |  |
|  | P2                                  | Seibu Lions                         | 1                                   | Fukuoka SoftBank Hawks       | 0 |                                       |                                       |                                       |  |  |              |                  |              |  |
|  | P2                                  | Seibu Lions                         | 1                                   |                              |   |                                       |                                       |                                       |  |  |              |                  |              |  |
|  | P3                                  | Fukuoka SoftBank Hawks              | 2                                   |                              |   |                                       |                                       |                                       |  |  |              |                  |              |  |

## Campioni
| Japan Series 2006 Hokkaido Nippon-Ham Fighters Secondo titolo |

## Premi
- Miglior giocatore della stagione

|    | Giocatore           | Squadra                      |
| -- | ------------------- | ---------------------------- |
| CL | Kosuke Fukudome     | Chunichi Dragons             |
| PL | Michihiro Ogasawara | Hokkaido Nippon-Ham Fighters |

- Rookie dell'anno

|    | Giocatore     | Squadra                      |
| -- | ------------- | ---------------------------- |
| CL | Eishin Soyogi | Hiroshima Toyo Carp          |
| PL | Tomoya Yagi   | Hokkaido Nippon-Ham Fighters |

- Miglior giocatore delle Japan Series

| Giocatore      | Squadra                      |
| -------------- | ---------------------------- |
| Atsunori Inaba | Hokkaido Nippon-Ham Fighters |